# 球场青年站
球场青年站（구장청년역）是朝鮮民主主義人民共和國平安北道球场郡的一個鐵路車站，属于满浦线、平德线、龙岩线和青年八院线。

## 历史
- 1933年10月15日，落成使用。

## 邻近车站
满浦线
蓝田站 - 球场青年站 - 鱼龙站
平德线
坵丹站 - 球场青年站
龙岩线
球场青年站 - 龙岩站
青年八院线
球场青年站 - 墨时站